# Rekowo Wąskotorowe
Rekowo Wąskotorowe – zlikwidowany przystanek stargardzkiej kolei wąskotorowej w Rekowie, w województwie zachodniopomorskim, w Polsce. Przystanek został zlikwidowany w 1995 roku.